# Савинці (Лубенський район)
Сави́нці —  село в Україні, у Оржицькій селищній громаді Лубенського району Полтавської області. Населення становить 805 осіб. До 2020 орган місцевого самоврядування — Савинська сільська рада.

## Географія
Село Савинці розташоване на лівому березі річки Оржиця. На відстані 2 км розташоване село Загребелля, нижче за течією на відстані 5 км — село Золотухи. По селу протікає пересихаючий струмок з загатою. 
На південь від села розташований лісовий заказник «Половець».

## Історія
12 червня 2020 року, відповідно до розпорядження Кабінету Міністрів України № 721-р «Про визначення адміністративних центрів та затвердження територій територіальних громад Полтавської області», село увійшло до складу Оржицької селищної громади.
19 липня 2020 року, в результаті адміністративно - територіальної реформи та ліквідації  Оржицького району, село увійшло до складу новоутвореного Полтавського району.

## Економіка
- «Савинці», сільськогосподарське ТОВ.

## Об'єкти соціальної сфери
- Школа І-ІІ ст. (Зараз названо Савинською гімназією)
- Будинок культури.